# Seznam chráněných území v okrese Svidník
Toto je seznam chráněných území v okrese Svidník aktuální k roku 2015, ve kterém jsou uvedena chráněná území v oblasti okresu Svidník.
| Kód | Obrázek            | Typ | Název              | Rozloha (ha) | Galerie Commons                                     | Popis území | Souřadnice                       |
| --- | ------------------ | --- | ------------------ | ------------ | --------------------------------------------------- | ----------- | -------------------------------- |
| 522 |                    | PR  | Dranec             | 34,2200      |                                                     |             | 49°22′59″ s. š., 21°42′14″ v. d. |
| 587 | Komárnická jedlina | NPR | Komárnická jedlina | 74,7000      | Kategorie „Komárnická jedlina“ na Wikimedia Commons |             | 49°22′54″ s. š., 21°44′31″ v. d. |
| 615 | Miroľská slatina   | PR  | Miroľská slatina   | 0,9676       | Kategorie „Miroľská slatina“ na Wikimedia Commons   |             | 49°20′2″ s. š., 21°43′42″ v. d.  |
| 655 |                    | PR  | Radomka            | 15,5402      |                                                     |             | 49°7′53″ s. š., 21°32′37″ v. d.  |
| 774 |                    | CHA | Radomská slatina   | 0,9980       |                                                     |             | 49°12′32″ s. š., 21°33′53″ v. d. |